# 南楊州インターチェンジ
南楊州インターチェンジ（ナミャンジュインターチェンジ）は大韓民国京畿道南楊州市にある首都圏第一循環高速道路のインターチェンジである。板橋方面への進入と議政府方向への進出のみ可能である。

## 歴史
- 1991年11月29日 - 開設

## 周辺
- 韓国鉄道公社中央線（● 首都圏電鉄京義・中央線）九里駅
- 韓国鉄道公社中央線（● 首都圏電鉄京義・中央線）陶農駅

## 隣
首都圏第一循環高速道路
(8) 土坪IC - 九里・南楊州料金所 - (9) 南楊州IC - (10) 九里IC